# Tim N. Gidal
Tim N. Gidal (hebräisch טים נחום גידל), geboren als Ignatz Nachum Gidalewitsch, auch Naḥûm Tim Gidāl, (geb. 18. Mai 1909 in München; gest. 4. Oktober 1996 in Jerusalem) war ein deutsch-US-amerikanisch-israelischer Fotograf, Fotojournalist und Hochschullehrer. Er gilt als einer der Pioniere des modernen Fotojournalismus.

## Leben
Tim Gidal, Sohn von Abraham und Pauline (Eibe) Gidalewitsch, die aus Russland eingewandert waren, wuchs in München in einer religiös-liberalen Familie auf, die ihm ein starkes Gefühl für die jüdische und zionistische Identität einflößte. Nach seinem Abitur in München studierte er Geschichte, Kunstgeschichte und Nationalökonomie den Universitäten in München, Berlin und Basel; daneben arbeitete er bereits ab 1929 als Fotojournalist. Sein Bruder Georg, ein Pressefotograf, der dringend einen Ersatz benötigt hatte, borgte ihm seinen Apparat und gab ihm eine kurze Gebrauchsanleitung.
Seine erste Dokumentation „Servus Kumpel“ über eine Gruppe Vagabunden erschien in der Münchner Illustrierten Presse. Zusammen mit seinem Bruder entstand auch eine Reportage namens „Freiwilliger Arbeitsdienst“. Die Brüder veröffentlichten u. a. in der Arbeiter Illustrierte Zeitung, stellten aber die Zusammenarbeit ein, nachdem ihre Fotografien mit ihres Erachtens manipulierenden Bildunterschriften versehen worden sind. 1934 dokumentierte Gidal in Luzern den 13. Internationalen Psychoanalytischen Kongress.
Nach der Beendigung seines Studiums wurde er 1935 an der Universität in Basel mit einer Arbeit „Über das Verhältnis von Bildberichterstattung und Presse“ promoviert; dort besuchte er auch ein Seminar bei Edgar Salin und lernte dabei Marion Gräfin Dönhoff kennen.
Gidal fotografierte vornehmlich mit einer Leica, die sich durch ihre Handlichkeit besonders gut dazu eignete, unauffällig zu arbeiten. Außerdem verwandte er lichtstarke Apparate vom Typ Ermanox und ab 1930 auch eine 4 × 4 cm Rollei.
Bevor er 1936 wegen seiner jüdischen Herkunft nach Palästina emigrieren musste, hatte Gidal dieses Land bereits zweimal länger besucht. 1932 entstand dabei die Reportage „Araber gegen Juden - Das Problem Palästina“, die zu seinen bekanntesten fotojournalistischen Werken zählt. Zur gleichen Zeit entstand dort sein Dokumentarfilm „Erez Israel im Aufbau“ im Auftrag der Palästina-Filmstelle der Zionistischen Vereinigung für Deutschland. Andere Arbeiten von ihm erschienen u. a. im amerikanischen Magazin Life, für das er auch als redaktioneller Berater tätig war, sowie in den Zeitungen Münchner Illustrierte Presse, Berliner Illustrirte Zeitung, Die Woche und Jüdische Rundschau.
Nach seiner Emigration nach Palästina (1936–1938) war Gidal bis 1940 neben Felix H. Man und Kurt Hübschmann führender Fotograf bei der Londoner Picture Post. 1938 wurde seine erste Farbreportage in der Pariser Marie Claire veröffentlicht.
Im Zweiten Weltkrieg diente er ab 1942 in der Jüdischen Brigade der 8. Britischen Armee als Chief Press Officer; er berichtete aus Nordafrika und Burma und wurde auf der griechischen Insel Samos auch verwundet. 62 seiner Fotografien erschienen im offiziellen Armee-Magazin Parade. In Israel lernte er Anfang der 1940er-Jahre Sonia Epstein, eine aus Berlin stammende Pressefotografin, kennen; 1944 heirateten sie.
1948 wanderten beide in die Vereinigten Staaten aus, wo er 1953 die amerikanische Staatsbürgerschaft erhielt. Tim Gidal war von 1955 bis 1958 Professor für Visuelle Kommunikation an der New Yorker The New School for Social Research, seine Frau unterrichtete Kunsthandwerk in Mount Vernon, New York.
Beide liebten Reisen, besuchten alle Kontinente der Welt und veröffentlichten Bücher. Er verfasste und illustrierte Bücher über Fotojournalismus, während Sonia Kinderbücher schrieb, von denen die meisten mit seinen Fotografien illustriert wurden. Diese Buchreihe stellte Kinder aus verschiedenen Ländern in Wort und Bild vor. Die im Original My Village in … betitelten Bücher entstanden zwischen 1955 und 1970 und wurden bei Pantheon Books veröffentlicht. Bei Orell Füssli erschienen zehn davon zwischen 1961 und 1968 auch in deutscher Sprache.
Nach seiner Scheidung 1970 kehrte Gidal nach Israel zurück und wurde dort 1971 Dozent an der Hebräischen Universität Jerusalem. 1980 heiratete er Pia Lis.
1989 übergab Gidal seinen fotografischen Vorlass von circa 3.000 Bildmedien dem Salomon Ludwig Steinheim-Institut für deutsch-jüdische Geschichte in Duisburg.
Sein Grab befindet sich auf Jerusalemer Friedhof Har HaMenuchot.

## Auszeichnungen und Ehrungen
- 1980: Enrique-Kablin-Preis für sein Lebenswerk auf dem Gebiet der Fotografie. Auszeichnung durch das Israel-Museum.
- 1983: Dr.-Erich-Salomon-Preis, verliehen von der Deutschen Gesellschaft für Photographie.
- Ehrenmitglied der Deutschen Gesellschaft für Photographie
- Fellow der Royal Photographic Society.[2]

## Würdigung
Maurice Berger vergleicht in seiner Abhandlung zu dem Foto ”The Night of the Cabbalist” (Palästina 1935) die Arbeitsweise Gidals mit der von André Kertész und Henri Cartier-Bresson. Gidal sei intuitiver und weniger systematisch beim Erstellen seiner Bilder vorgegangen. Er wäre weder auf Mission gewesen, noch hätte er eine Agenda besessen. Der Fotograf äußerte sich folgendermaßen: ”I leave it to the object to express itself with the assistance of my camera.” (Ich überlasse es dem Objekt sich selbst auszudrücken, meine Kamera assistiert nur.) sowie: ”The viewer can take what he sees, if he sees, or leave it.” (Der Betrachter kann das mitnehmen, was er sieht, wenn er denn sieht, oder es auch sein lassen.)

## Ausstellungen und Kataloge

### Einzelausstellungen
- Goldweights of the Ashanti. Nachum T. Gidal collection. Israel Museum November/Dezember 1971, Jerusalem 1971.
- In the thirties. Israel Museum. Jerusalem 1975.
- Moses Mendelssohn and his time. An exhibition in honour of the 250th anniversary of his birth. Beth Hatefutsoth, Tel Aviv 1979.
- Tim Gidal in the Forties. The Photographersʼ Gallery, London 1981.
Katalog hrsg. von Nigel Trow.
- Bilder der 30er Jahre. Fotografisches Kabinett, Museum Folkwang Essen, 11. November – 9. Dezember 1984.
 Katalog hrsg. von Ute Eskildsen. Margreff, Essen 1984.
- Memories of Jewish Poland. Beth Hatefutsoth, Tel-Aviv 1984.
- Photographs 1929–1991. Museum des Deutschsprachigen Judentums Tefen, Tefen 1992.
- Die Freudianer. Fotografien von Nachum Tim Gidal. Jüdisches Museum der Stadt Wien, 21. November 1993 – 5. März 1994.
Katalog hrsg. v. JMW, Wien 1993, ISBN 3-85202-107-3.[9]
- My way. Israel Museum. Jerusalem 1995, ISBN 965-278-173-8.

### Gruppenausstellungen
- Photo-Sequenzen. Reportagen. Bildgeschichten. Serien aus dem Ullstein-Bilderdienst von 1925 bis 1944. Haus am Waldsee 5. Dezember 1992 – 24. Januar 1993.
Katalog hrsg. v. Thomas Kempas u. Gabriele Saure, Haus am Waldsee, Berlin 1992.
- Die fotografierte Ferne. Fotografen auf Reisen (1880–2015). Berlinische Galerie, 19. Mai – 11. September 2017.[10]
Katalog hrsg. v. Thomas Köhler u. Ulrich Domröse, Berlinische Galerie, Berlin 2017, ISBN 978-3-940208-48-4.

## Buchveröffentlichungen
(Zusammenstellung nach den Katalogen der DNB, ZB, LoC und USM sowie Google Books)

### Eigenständige Publikationen
- Nachum Gidal: Jüdische Kinder in Erez Israel. Ein Photobuch. Texte von Bertha Badt-Strauß. Brandussche Verlagshandlung, Berlin 1936.[11]
- Tim N. Gidal: The Life of a Station. Picture Post, Vol. 6, pp. 13-21, London 11 February 1939.[12]
- Nachum Tim Gidal: Palestine Today 5708. A Pictorial Engagement Calendar. R.J. Birnback Associates, New York 1947.
- Tim N. Gidal: Deutschland – Beginn des modernen Photojournalismus. (= Bibliothek der Photographie. Band 1). Bucher, Luzern 1972, ISBN 3-7658-0152-6.
Tim N. Gidal: Modern Photojournalism. Origin and Evolution 1910–1933. English translation by Maureen Oberli-Turner. Macmillan, New York 1973.
- Tim Gidal: The Land of Israel. 100 Years plus 30. A pictorial Survey. With Leorah Kroyanker. Steimatzky and Keter Books, Jerusalem 1978, ISBN 0-7065-2500-0
- Tim N. Gidal (Hrsg.): Ewiges Jerusalem 1850–1910. Bucher, Luzern/Frankfurt (M.) 1980, ISBN 3-7658-0342-1.
- Tim N. Gidal: Das Heilige Land. Photographien aus Palästina von 1850 bis 1948. Bucher, Luzern/Frankfurt (M.) 1985, ISBN 3-7658-0429-0.[13]
Nachum T. Gidal: Land of Promise. Photographs from Palestine 1850 to 1948. A. van der Marck Editions, New York 1985, ISBN 0-912383-14-3.
- Nachum T. Gidal: Die Juden in Deutschland von der Römerzeit bis zur Weimarer Republik. Mit einem Geleitwort von Marion Gräfin Dönhoff. Bertelsmann-Lexikon-Verlag, Gütersloh 1988, ISBN 3-570-07690-3. Neuauflage: Könemann, Köln 1997, ISBN 3-89508-540-5.
- Tim N. Gidal: Die Freudianer auf dem 13. Internationalen Psychoanalytischen Kongress 1934 in Luzern. Verlag Internationale Psychoanalyse, München/Wien 1990, ISBN 3-621-26518-X.
- Tim N. Gidal: Chronisten des Lebens. Die moderne Fotoreportage. Edition q, Berlin 1993, ISBN 3-86124-237-0.
- Nachum T. Gidal. Begegnung mit Karl Valentin. Piper, München/Zürich 1995, ISBN 3-492-12038-5.
- Nachum Tim Gidal: Jerusalem. In 3000 Years. In 3000 Jahren. Könemann, Köln 1995. ISBN 3-89508-055-1.
- Nachum Tim Gidal: Henrietta Szold. A Documentation in Photos and Text. Gefen Pub. House, Jerusalem/New York 1997, ISBN 965-229-162-5.

### Veröffentlichungen gemeinsam mit Sonia Gidal
- Meier Shfeya, a childrenʼs village in Israel. Behrman House, New York 1950.
- My village in Austria. Pantheon Books, New York 1956.
- My village in India. Pantheon Books, New York 1956.
- My Village in Yugoslavia. Pantheon Books, New York 1957.
- My village in Ireland. Pantheon Books, New York 1957.
- My village in Norway. Pantheon Books, New York 1958.
- My village in Israel. Pantheon Books, New York 1959.
- Follow the reindeer Pantheon Books, New York 1959.
- My village in Greece. Pantheon Books, New York 1960.
- My village in Switzerland. Pantheon Books, New York 1961.
- Söhne der Wüste. Erzählung für die Jugend. Orell Füssli, Zürich 1961.
- Der große Rentierzug. Erzählung für die Jugend. Orell Füssli, Zürich 1962.
- My village in Italy. Pantheon Books, New York 1962.
- My village in Spain. Pantheon Books, New York 1962.
- Mein Dorf in Israel. Erzählung für die Jugend. Orell Füssli, Zürich 1963.
- Der junge Fischer von Mykonos. Erzählung für die Jugend. Orell Füssli, Zürich 1963.
- My village in England. Pantheon Books, New York 1963.
- My village in Denmark. Pantheon Books, New York 1963.
- My village in Germany. Pantheon Books, New York 1964.
- My village in Morocco. Pantheon Books, New York 1964.
- Patrick von der grünen Insel. Erzählung für die Jugend. Orell Füssli, Zürich 1964.
- Jarle, der junge Norweger. Erzählung für die Jugend. Orell Füssli, Zürich 1964.
- Antonio der junge Spanier. Erzählung für die Jugend. Orell Füssli, Zürich 1965.
- Nick der junge Engländer. Erzählung für die Jugend. Orell Füssli, Zürich 1965.
- My village in France. Pantheon Books, New York 1965.
- My village in Japan. Pantheon Books, New York 1966.
- My village in Finland. Pantheon Books, New York 1966.
- Mein Dorf in Finnland. Erzählung für die Jugend. Orell Füssli, Zürich 1967.
- My village in Korea. Pantheon Books, New York 1968.
- My village in Brazil. Pantheon Books, New York 1968.
- Mein Dorf in Japan. Erzählung für die Jugend. Orell Füssli 1968.
- My village in Ghana. Pantheon Books, New York 1969.
- My village in Thailand. Pantheon Books, New York 1970.

### Sonstige Veröffentlichungen mit Arbeiten von Tim Gidal
- I.F. (Isidor Feinstein) Stone: This is Israel. Mit Fotografien von Jerry Cooke, Robert Capa und Tim Gidal. Boni and Gaer, New York 1948.
- Avram Kampf: Teacherʼs guide to Passover art of the Middle Ages. Three illuminated Haggadot. Photographs by Nahum T. Gidal. Union of American Hebrew Congregations, Department of Audio-Visual Aids, New York 1965.
- Präsidentin des Schleswig-Holsteinischen Landtages (Hrsg.): Erinnern im Geiste der Versöhnung. Ein Forum des Schleswig-Holsteinischen Landtages. Mit Photographien von Tim Gidal. Kiel 1993.